# Stazione di Wedding
La stazione di Wedding è una fermata ferroviaria posta sulla Ringbahn di Berlino, nell'omonimo quartiere.

## Movimento
La stazione è servita dalle linee S 41 e S 42 della S-Bahn.

## Interscambi
- Fermata metropolitana (Wedding, linea U 6)[1]
- Fermata autobus